# قضيبية حمض الأكساليك الصفراء المذهبة
قضيبية حمض الأكساليك الصفراء المذهبة (الاسم العلمي: Oxalicibacterium flavum) هي نوع من البكتيريا، سلبية الغرام، تتبع القضيبيات حمض الأكساليك.